# Алоїз Андрицький
Алоїз Андрицький (нім. Alois Andritzki, в.-луж. Alojs Andricki, 2 липня 1914, Радібор, Німеччина — 3 лютого 1943, Дахау) — блаженний Католицької церкви, священник, мученик. Перший лужичанин, прославлений католицькою церквою. Беатифікований 13 червня 2011 року в Дрездені.

## Життєпис
Алоїз Андрицький народився в 1914 році в Радіборі (Лужиця, Саксонія) у родині серболужицького вчителя Яна Андрицького і його дружини Мадлени, уродженої Цижець. Був племінником католицького священника Міклавша Андрицького. Після закінчення школи в Бауцені вирішив, що присвятить життя церкві. З 1934 по 1937 рік вивчав теологію і філософію в Університеті Падерборна, потім навчався в семінарії Бауцена. У період свого студентства очолював студентську асоціацію лужичан «Włada» і був головним редактором студентської газети лужицьких сербів.
30 липня 1939 року Алоїз Андрицький був висвячений на священика в соборі Святого Петра в Бауцені, після рукоположення служив у Дрездені. У проповідях відкрито критикував нацистську ідеологію, за що піддавався переслідуванням з боку гестапо. У 1941 році заарештований і відправлений до концтабору Дахау, де існували так звані «бараки священників», через які пройшло більше 2,5 тисяч католицьких священників, багато з яких були закатовані. За спогадами людей, які вижили в концтаборі, табірне керівництво поводилося з отцем Андрицьким з особливою жорстокістю. В 1943 році священника було вбито після введення смертельної ін'єкції.

## Уславлення

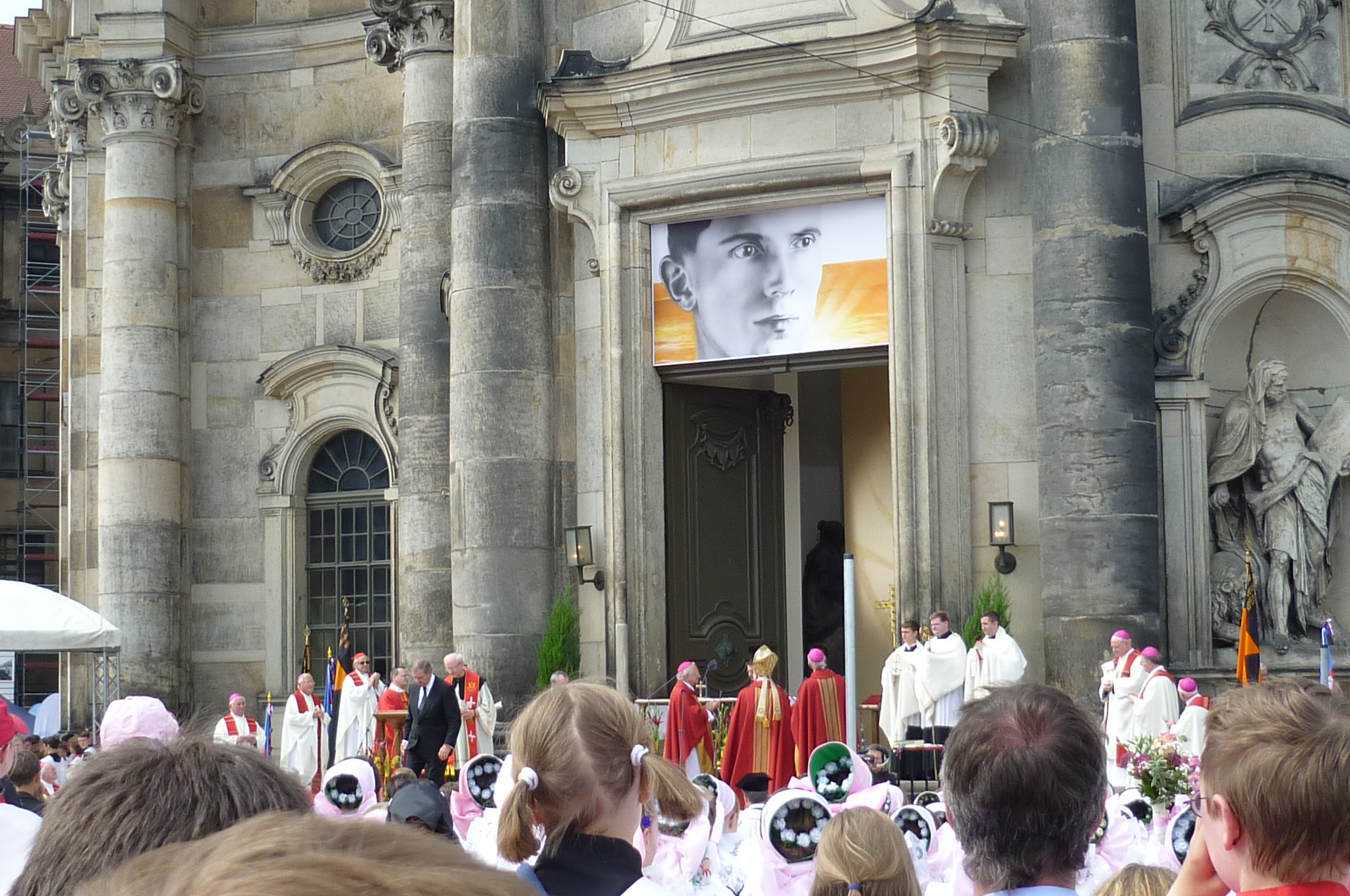
Беатифікаційна меса Алоїза Андрицького в Дрездені

Алоїз Андрицький був беатифікований 13 червня 2011 року в ході урочистої меси на дрезденській площі перед кафедральним собором. Богослужіння вів префект Конгрегації з канонізації святих кардинал Анджело Амато. У службі Божій взяли участь кілька десятків тисяч чоловік, включаючи велику кількість лужицьких сербів, у тому числі прем'єр-міністр землі Саксонія Станіслав Тілліх, лужицький серб за національністю і католик за віросповіданням. Станіслав Тілліх читав в ході меси молитву вірних верхньолужицькою мовою.
Єпископ Дрездена-Майссена Йоахім Райнельт, що співслужив кардиналу Амато у своїй проповіді наголосив, що новопрославлений «в нелюдських умовах прагнув утішити своїх ближніх, вселити їм мужність і надію».
В ході богослужіння свята П'ятидесятниці Папа Бенедикт XVI назвав о. Андрицького «героїчним свідком віри, ще одним серед тих, хто віддав життя у концтаборах за ім'я Христове».